# Portret mnicha
Portret mnicha (hiszp. Retrato de un fraile) – obraz olejny hiszpańskiego malarza pochodzenia greckiego Dominikosa Theotokopulosa, znanego jako El Greco. Od 1916 roku znajduje się w zbiorach muzeum Prado.
Przez wiele lat postać identyfikowano z zakonnikiem ojcem Maino, który był zwolennikiem twórczości El Greca Portret przedstawia anonimowego młodego mnicha Zakonu Trójcy Przenajświętszej na ciemnym tle. El Greco ukazał jedynie głowę modela wtuloną w biały kaptur. Na jego twarz pada silne światło a sam model patrzy żywymi oczyma w stronę widza. Prawdopodobnie jest to szkic dla jakiegoś większego obrazu dziś zaginionego.
Portret nie jest wymieniany w żadnej poważniejszej monografii poświęconej artyście; atrybucję El Greca utrzymują historycy z muzeum Prado. Był darem dla muzeum od Pablo Boscha.